# Bonawentura Lenart

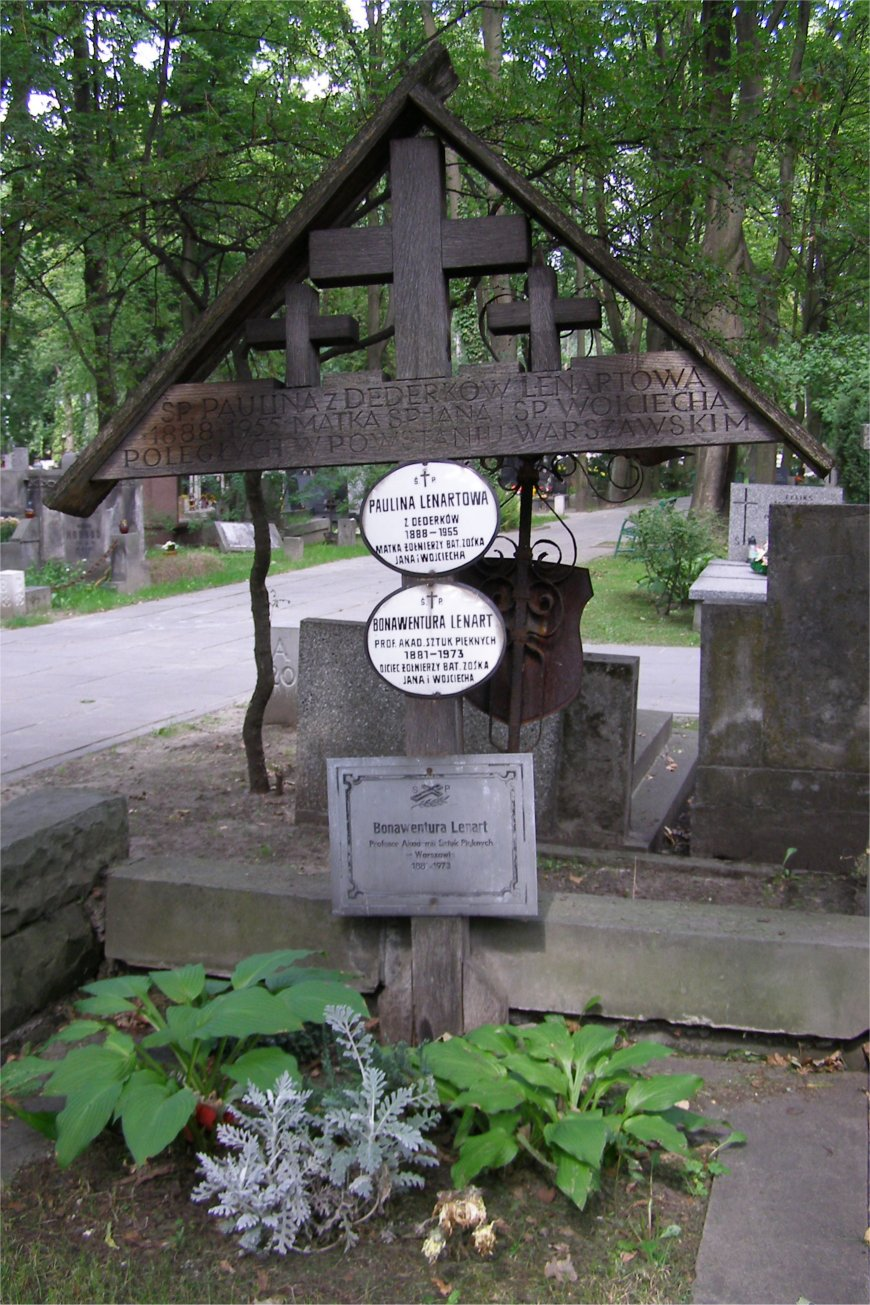
Grób Bonawentury Lenarta na cmentarzu Wojskowym na Powązkach w Warszawie

Bonawentura Lenart (ur. 8 lipca 1881 w Oświęcimiu, zm. 9 kwietnia 1973 w Warszawie) – polski grafik, introligator, liternik, konserwator, profesor warszawskiej Akademii Sztuk Pięknych.

## Życiorys
Był synem Marianny z domu Lenart. Ukończył studia przemysłowo-artystyczne w Zurychu i Londynie. W latach 1908–1914 pracował jako kierownik wzorcowej pracowni konserwatorskiej przy Muzeum Przemysłowym w Krakowie. W 1913 był współzałożycielem z grupą innych artystów pracowni artystycznej Warsztaty Krakowskie zajmującej się projektowaniem, ale także wykonywaniem wzornictwa przemysłowego. Pracownia ta wzorowała się na Wiener Werkstätte.
W 1914 wstąpił do Legionów Polskich (ps. Wyklejka), zaszeregowany do intendentury 1 pułku piechoty Legionów I Brygady Legionów, a następnie przeniesiony do grupy prowiantowej tego pułku. Po kryzysie przysięgowym w sierpniu lub wrześniu 1917 wcielony do armii austro-węgierskiej. Później w POW i Wojsku Polskim. W 1919 przeniesiony do rezerwy w stopniu podporucznika.
Później zajmował się introligatorstwem i konserwacją książek, a także rękopisów. W latach 1919–1929 kierował pracownią doświadczalną liternictwa, druku i oprawy książki przy Wydziale Sztuk Pięknych Uniwersytetu Stefana Batorego w Wilnie. Następnie mieszkał w Warszawie. W 1929 założył w Bibliotece Narodowej Pracownię Konserwatorską. W latach 1929–1939 konserwator Biblioteki Narodowej. W 1936 utworzył Biuro Introligatorskie.
Po II wojnie światowej, zorganizował w Warszawie Pracownię Konserwacji Zabytków Grafiki i od 1951 wykładał w Wyższej Szkole Sztuk Plastycznych. W latach 1945–1955 jednocześnie był kierownikiem pracowni konserwatorskiej Naczelnej Dyrekcji Muzeów i Ochrony Zabytków. W 1950 otrzymał Państwową Nagrodę Artystyczną III stopnia w dziale plastyki za prace artystyczne nad liternictwem, w dziedzinie introligatorstwa artystycznego i konserwacji sztychów.  
Sławę zyskał jako wynalazca szeregu ulepszeń w technice oprawy książki i stemplowych wyklejanek. Wykonał oprawy: Teka od Narodu Polskiego dla Ameryki (1926) i Połączenie Krakowa z Pogórzem (Magistrat krakowski Marchott, Muzeum techniczno-przemysłowe w Krakowie). Autor szeregu rozpraw z dziedziny drukarstwa i grafiki. Wydał: Konserwacja książki zabytkowej i jej oprawy (1926), Liternictwo (1928), Piękna książka (1928).
Pochowany wraz z żoną Pauliną z Dederków (1888–1955), obok kwater żołnierzy batalionu „Zośka”, na cmentarzu Wojskowym na Powązkach (kwatera A 20-2-30). Tuż przy nich pochowani są ich synowie: phm. ppor. Jan i ppor. Wojciech, żołnierze baonu „Zośka”, którzy zginęli w powstaniu warszawskim. 

## Ordery i odznaczenia
- Order Sztandaru Pracy II klasy (22 lipca 1949)[5]
- Krzyż Komandorski Orderu Odrodzenia Polski (11 lipca 1955)[6]
- Krzyż Niepodległości (16 marca 1933)[7]
- Krzyż Oficerski Orderu Odrodzenia Polski (29 października 1947)[8]
- Złoty Krzyż Zasługi (11 listopada 1934)[9]
- Srebrny Wawrzyn Akademicki (7 listopada 1936)[10]
- Medal 10-lecia Polski Ludowej (19 stycznia 1955)[11]